# Ловер-Сейлем (Огайо)
Ловер-Сейлем (англ. Lower Salem) — селище (англ. village) в США, в окрузі Монро штату Огайо. Населення — 75 осіб (2020).

## Географія
Ловер-Сейлем розташований за координатами 39°33′50″ пн. ш. 81°23′38″ зх. д. / 39.56389° пн. ш. 81.39389° зх. д. (39.563756, -81.393966).  За даними Бюро перепису населення США в 2010 році селище мало площу 0,16 км², з яких 0,15 км² — суходіл та 0,01 км² — водойми.

## Демографія
Згідно з переписом 2010 року, у селищі мешкало 86 осіб у 31 домогосподарстві у складі 21 родини. Густота населення становила 534 особи/км².  Було 39 помешкань (242/км²).
Расовий склад населення:
| - 93,0 % — білих - 7,0 % — чорних або афроамериканців |

До двох чи більше рас належало 0,0 %. Частка іспаномовних становила 1,2 % від усіх жителів.
За віковим діапазоном населення розподілялося таким чином: 23,3 % — особи молодші 18 років, 62,7 % — особи у віці 18—64 років, 14,0 % — особи у віці 65 років та старші. Медіана віку мешканця становила 41,0 року. На 100 осіб жіночої статі у селищі припадало 79,2 чоловіків;  на 100 жінок у віці від 18 років та старших — 94,1 чоловіків також старших 18 років.
Цивільне працевлаштоване населення становило 27 осіб. Основні галузі зайнятості: будівництво — 22,2 %, оптова торгівля — 18,5 %, виробництво — 14,8 %, освіта, охорона здоров'я та соціальна допомога — 14,8 %.